# کارل شرانتز
کارل شرانتز (انگلیسی: Karl Schranz; ۱۸ نوامبر ۱۹۳۸ – ) اسکی‌باز آلپاین اهل اتریش بود.
وی همچنین برندهٔ جوایزی همچون نشان دوستی شده‌است.